# Wolvertem
Wolvertem is een dorp in de provincie Vlaams-Brabant en een deelgemeente van de gemeente Meise. Wolvertem ligt ten noorden van het dorp Meise en was een zelfstandige gemeente tot aan de gemeentelijke herindeling van 1977.

## Toponymie
De oudste vermelding van de plaatsnaam komt voor in de stichtingsakte van de Abdij van Dieleghem in 1086 als Vulvrethem. De benaming gaat vermoedelijk terug tot de 4e of 5e eeuw. Het naamdeel "Wolvert" is afgeleid van de Frankische persoonsnaam Wolfhart of Wolfert. Het achtervoegsel "em" (heim) betekent "woonst". Wolvertem betekent dus "woonst van Wolfhart".

## Geschiedenis

### Neolithicum
De oudste sporen van menselijke aanwezigheid te Wolvertem dateren uit het tijdperk van de bronstijd. In 1874 werd in een vochtige weide een mooie bijl in geslepen vuursteen van Spiennes bij Bergen gevonden, samen met drie vuursteensplinters. Die schonk Edward Hayez aan het Museum voor Kunst en Geschiedenis. Germaanse stammen bevolkten de wijde regio al vanaf 2000 v.C. De vele grafcirkels langsheen de oude landweg Huynegem-Hasselt-Zemst zijn daarvan een overtuigend bewijs. Zowel Meuzegem, Imde, Lovegem, Qualstergem als Wolvertem hadden een drieledige kouterindeling.

### Gallo-Romeinse tijd
Juist voor de bekrachtiging van de Pax Romana werd vanuit Mons een Romeinse weg aangelegd tot in de Vicus van Asse-Kalkoven. De vicus met Romeinse cultuur lag tussen de Germaanse stammen (Krokeghem, Volkeghem, Betteghem, Huseghem, Huyneghem en Bekkersala). Nadien doken er enkele kleine Romeinse villa's op in Merchtem en in Eversem (Meise).

### Middeleeuwen
In de vroege middeleeuwen was de pagus Bracbantia een onderdeel van Lotharingen. De pagus was ingedeeld in landen: het Land van Bornem, Land van Aalst, Land van Dendermonde, Land van Ename, Land van Halle, Land van Asse en Land van Grimbergen. Als onderdeel van het land van Grimbergen behoorde Wolvertem in 1183 tot het nieuw opgerichte Hertogdom Brabant.

### Ancien régime
In 1669 stierven 300 bewoners van Wolvertem door een pestepidemie. De bevolking stond toen ook al onder druk door de troepen van Lodewijk XIV die het gebied zowel probeerden in te nemen als te plunderen. In de 18e eeuw was de streek waarin Wolvertem onder Oostenrijks bewind komen te vallen en in deze periode kende Wolvertem een sterke bevolkingsgroei. Op het einde van het ancien régime werd Wolvertem een gemeente. In 1811 werden de naburige gemeenten Meuzegem en Rossem-Impde opgeheven en bij Wolvertem gevoegd. Wolvertem bleef lang landelijk. Hierin kwam wat verandering toen de tramlijn tussen Wolvertem en Brussel in gebruik werd genomen in 1894. Toch hield deze wel een landelijk karakter.

### Moderne tijd
Tijdens de Eerste Wereldoorlog was Wolvertem een tijd lang ingesloten tussen de twee strijdende legers. Veel mensen uit het dorp werden opgeroepen te werken in Duitsland. Er waren er ook die zichzelf vrijwillig hadden gemeld bij het Belgische leger. Er sneuvelde een behoorlijk aantal jongemannen uit Wolvertem die soldaat waren tijdens deze oorlog. Ook een groot aantal raakte ernstig gewond.
Dat was heel anders tijdens de Tweede Wereldoorlog, voor zover bekend is er slechts één soldaat uit Wolvertem omgekomen tijdens die oorlog. Onder de gewone burgers vielen er dan weer wel meer slachtoffers: mensen die werden afgevoerd naar de concentratiekampen en daar stierven, en mensen die de dood vonden tijdens bombardementen van de Duitsers. Wolvertem was daarbij eigenlijk niet het doel maar dat was de stad Antwerpen.
In augustus 1942 werd het kasteel Levedale, ook Neromhof genoemd, omgevormd tot een materniteit. Dit Mütterheim moet men plaatsen in het Lebensborn-project, een Duits staatsinitiatief met als doel het geboortecijfer te verhogen teneinde een zuiver, arisch ras te scheppen in overeenstemming met de nationaalsocialistische rassenideologie. Na de opening van de Lebensborn van Wégimont, waar in april 1943 de eerste kinderen worden geboren, eindigen de activiteiten in Wolvertem. In totaal zijn er maar 20 à 30 kinderen geboren.
De gebombardeerde gedeeltes werden na de oorlog herbouwd. Wolvertem heeft ondanks de bevolkingsgroei van na de Tweede Wereldoorlog een landelijk karakter weten te behouden.
Wolvertem was tot 1976 een zelfstandige gemeente.

## Geografie
Wolvertem telt naast de dorpskern nog vier dorpen: Meuzegem, Rossem, Imde en Westrode. Nerom en Slozen zijn twee gehuchten zonder kerk. 
Nabijgelegen kernen zijn Meuzegem, Merchtem, Oppem, Meise, Sint-Brixius-Rode en Imde. De A12 loopt langs Wolvertem en de N 211 loopt door het zuiden van het dorp heen.

### Natuur en landschap
Wolvertem ligt op een hoogte van ongeveer 30 meter. De Meuzegemse Beek en de Kleine Molenbeek stromen door het gebied van Wolvertem in noordoostelijke richting. Het Neromhof, oorspronkelijk een landgoedpark, is tot een openbaar park omgevormd. Wegens de nabijheid van Brussel is het dorp enigszins verstedelijkt. De drukke A12 loopt rakelings langs de kom.

## Demografische ontwikkeling
- Bronnen:NIS, Opm:1831 tot en met 1970=volkstellingen; 1976 = inwoneraantal op 31 december

## Religie
Het dorp Wolvertem is de hoofdplaats van de federatie Wolvertem die op haar beurt dan weer deel uitmaakt van het dekenaat Londerzeel in het Vicariaat Vlaams-Brabant en Mechelen en het Aartsbisdom Mechelen-Brussel. De gemeente wordt op haar beurt onderverdeeld in vier parochies, met name Onze-Lieve-Vrouw Boodschap Meuzegem, Sint-Medardus en Sint-Gildardus
(Rossem), Sint-Kwintinus (Imde) en Onze-Lieve-Vrouw van de Rozenkrans (Westrode).

## Politiek

### Burgemeesters
Burgemeesters vóór de fusie:
- 1800-1807: Jozef Deckers
- 1807-1813: Pieter Leemans
- 1813-1814: Constantin Van der Linden d'Hooghvorst
- 1814-1848: Emmanuel van der Linden d'Hooghvorst
- 1836-1848: Jan-Baptist Van Humbeeck
- 1848-1858: Charles-Louis t'Kint
- 1858-1860: Jan-Baptist Van Humbeeck (opnieuw)
- 1861-1875: Egidius Pangaert d'Opdorp
- 1876-1882: Korneel Van Humbeeck
- 1883-1885: Aloïs Van Zeebroeck
- 1185-1892: Louis Chrétien t'Kint
- 1892-1911: Henri/Hendrik Van Cauwelaert
- 1911-1919: Georges T'Kint
- 1921-1924: Eugene Van Den Bruel
- 1924-1932: Jan Huysegoms
- 1933-1953: Frans Van Doorslaer
  - 1941-1944: Frans Van Den Brande (oorlogsburgemeester)
- 1953-1964: Jacques t'Kint
- 1965-1971: Jan Van Ossel
- 1971-1976: Armand Van Vuchelen
  - 1977: fusie met de gemeente Meise

Relatief velen hiervan kwamen uit Imde.

## Bezienswaardigheden
- De Sint-Laurentiuskerk werd gebouwd op de restanten van de oude motte en heeft een ingebouwde vroeggotische westertoren uit de 13de eeuw. Binnen is er een prachtige doopvont uit de 12de eeuw en goed bewaard barok kerkmeubilair.[4]
- Het gemeentehuis uit 1875 in Vlaamse stijl.[5]
- De Pastorie uit 1660, waarin thans het OCMW is gevestigd.[6]
- De Baggemolen

## Bekende Wolvertemnaars
Bekende personen die geboren of woonachtig zijn of waren in Wolvertem of een andere significante band met de gemeente hebben:
- Jan Frans Stallaert (1751-1828), dichter
- Ann Christy (1945-1984), zangeres
- Frank Deboosere (1958), weerman
- Jo Vally (1958), zanger
- Kris Wauters (1964), gitarist van Clouseau
- Stephan Conter (1965), paardenfokker
- Anthony Arandia (1986), acteur

## Radiozenders
- Te Wolvertem (Imde) stonden tot 26 juni 2017 de middengolfzenders 927 en 1512 kHz (Sporza en Radio Vlaanderen Internationaal) van de VRT.

## Nabijgelegen kernen
Sint-Brixius-Rode, Meise, Oppem, Meuzegem, Imde
Deelgemeenten: Meise · Wolvertem

Overige dorpen en gehuchten: Eversem · Imde · Meuzegem · Nerom · Oppem · Rossem · Sint-Brixius-Rode · Westrode

Belgische gemeenten · Arrondissement Halle-Vilvoorde · Vlaams-Brabant · Vlaanderen